# Église de Lempäälä
L'église Sainte-Brigitte de Lempäälä (en finnois : Lempäälän Pyhän Birgitan kirkko)  est une église médiévale en pierre construite à Lempäälä en Finlande,.

## Présentation
L'église, construite vers 1502-1505, est encore utilisée par la paroisse luthérienne de Lempäälä. 
L'église est située à la frontière des provinces et a donc reçu des influences architecturales à la fois des régions de Satakunta et de Häme. 
L'influence de l'architecture de l'église d'Ulvila est très forte.
L'église peut accueillir environ 650 personnes.
De nombreuses modifications ont été apportées à l'église, dont la plus importante a été réalisée en 1835-1838.
L'église a airs été agrandie en église cruciforme en raison de la croissance de la population paroissiale. 
Dans le même temps, l'ancienne salle d'armes et la chapelle funéraire du manoir de Sotavalta ont été démolies. 
L'église a subi une rénovation majeure en 1895 et dans les années 1920 sous la direction d'Ilmari Launis. 
La dernière rénovation importante s'est achevée en 1984.

## Équipement
Le seul objet datant du moyen âge conservé dans l'église de Lempäälä est le crucifix au-dessus de l'autel, qui a probablement été acquis pour l'inauguration de l'église.
Le retable en quatre parties est peint en 1759 par le peintre Johan Georg Geitel.
Les motifs du retable sont la Cène, le Christ à Gethsémani, la Crucifixion et la Résurrection du Christ. 
L'église possede aussi des retables plus récents peints en 1902 par Kaarlo Enqvist-Atra de Lempäälä.
La chaire néogothique date de 1839.
L'orgue d'église a 31 jeux, est fabriqué par la fabrique d'orgues Veikko Virtanen en 1987.